# Тумінас Римас Володимирович
Римас Володимирович Тумінас (лит. Rimas Tuminas; 20 січня 1952, Кельме, Шяуляйський повіт — 6 березня 2024, Італія) — радянський та литовський театральний режисер.

## Життєпис
Народився 20 січня 1952 року. Батько – Владас Юстинович Туминас (раніше Антанас Туменас, 1918—?), уродженець Юрбаркаса; мати — Вероніка Туминайте.
У період 1970—1974 років навчався у Литовській консерваторії. Випускник режисерського факультету ГІТІСу (курс Йосипа Туманова; 1978). Дебютував у Театрі драмі Литовської РСР виставою «Січень» за п'єсою Й. Радичкова. З 1979 по 1990 рік — режиссер, з 1994 по 1999 — головний режиссер Національного драматичного театру Литви. 1990 року заснував та очолив Малий драматичний театр Вільнюса (пішов з посади 2022-го). З 2007 по 2022 рік — художній керівник Московського театру ім. Євгена Вахтангова.
З 2012 року у Друскінінкаї проходить міжнародний фестиваль Рімаса Тумінаса «Vasara» («Літо»).
З 2014 року хворів на рак легень. Після тривалої хвороби у віці 72 років помер в італійській клініці 6 березня 2024 року.

## Оцінки творчості
Тумінас — майстер метафор та іронічних загадок. В його спектаклях, на думку Тетяни Бородіної, «живе незвичайна щирість, блискуча іронічність, суворо вивірений театральний гротеск, піднесений настрій та акторський кураж».

## Театральні роботи
- 1979 — «Мелодія для павича» Освальда Заградніка (Московський музичний театр ім. К. Станіславського та В. Немировича-Данченка)
- 1986 — «Тут живуть люди» Атола Фугарда (Литовський державний молодіжний театр)
- 1990 — «Вишневий сад» Антона Чехова
- 1991 — «Галілей» Б. Брехта
- 1992 — «Дядя Ваня» Антона Чехова (Театр «Васа») (визнано найкращою виставою сезону у Фінляндії)
- 1993 — «Чайка» Антона Чехова (Національний театр Ісландії, Рейк'явік) (визнаний найкращою виставою року за оцінкою національного ісландського рейтингу у сфері театру)
- 1994 — «Усміхнися нам, Господи» Г. Кановича
- 1995 — «Дон Жуан» Мольєра
- 1995 — «Дон Жуан» Мольєра (Театр Васа; Національний театр Ісландії)
- 1997 — «Маскарад» Михайла Лермонтова
- 1998 — «Цар Едіп» Софокла
- 1999 — «Річард III» В. Шекспіра
- 2000 — «Вишневий сад» Антона Чехова (Національний театр Ісландії)
- 2000 — «Граємо… Шіллера!» за п'єсою «Марія Стюарт» Ф. Шіллера (Театр Сучасник, Москва)
- 2001 — «Чайка» Антона Чехова (Репертуарний театр Данді)
- 2001 — «Ромео і Джульєтта» Вільяма Шекспіра (Вроцлавський сучасний театр)
- 2002 — «Ревізор» Миколи Гоголя
- «Мадагаскар» М. Івашкявічюса
- 2003 — "Річард III" В. Шекспір (Національний театр Ісландії)
- 2004 — "Ідіот" Федіра Достоєвського (Гетеборзький театр)
- 2005 — «Три сестри» Антона Чехова
- 2006 — «Чекаючи на Годо» С. Беккета
- 2006 — «Вишневий сад» А. Чехова (Гетеборгський театр)
- 2006 — «Тріуфальдіно, або Слуга двох панів» К. Гольдоні (Театр-студія, Варшава)
- 2007 — «Горе з розуму» Олександра Грибоєдова
- 2008 — «Троїл і Крессида» В. Шекспіра
- 2008 — «Останні місяця» за п'єсами «Останні місяця» Ф. Бордона та «Тиха ніч» Г. Мюллера
- 2016 — «Катерина Ізмайлова» Дмитра Шостаковича (Большой театр)
- 2016 — «Цар Едіп» Софокла (Театр Епідавра)
- 2017 — «Цар Едіп» ораторія Ігоря Стравінського та опера Бели Бартока «Замок герцога Синьої Бороди» (Музичний театр К. Станіславського та В. Немировича-Данченка)
- 2017 — «Пікова дама» Петра Чайковського (Московський Большой театр)
- 2019 — «Едіп у Колоні» Руджеро Капучио (Театральний фестиваль у Помпеях — Великий театр Помпеї)
- 2019 — «Фауст» Йоганна Вольфганга фон Гете (Nankino «Poly» teatras)
- 2022 — «Не дивись назад» за п'єсою «Еврідіка» Жана Ануя (Театр Гешер)
- 2023 — «Анна Кареніна» за романом Лева Толстого (Театр Гешер)

Московський Державний академічний театр імені Є. Вахтангова
- 2009 — «Дядя Ваня» Антона Чехова
- 2009 — «Записки божевільного» Миколи Гоголя
- 2010 — «Маскарад» за твором Михайла Лермонтова
- 2011 — «Вітер шумить у тополі» Ж. Сіблейраса
- 2011 — «Пристань» за мотивами творів Б. Брехта, І. Буніна, Ф. Достоєвського, Ф. Дюрренматта, А. Міллера, О. Пушкіна, Е. Де Філіппо, В. Шекспіра (до 90-річчя Театру ім. Євгена Вахтангова)
- 2013 — «Євгеній Онєгін» за романом Олександра Пушкіна
- 2014 — «Посміхнися нам, Господи» за романами «Посміхнися нам, Господи» та «Козеня за дві гроші» Григорія Кановича
- 2015 — «Мінетті» за матеріалом Томаса Бернхарда
- 2018 — «Фальшива нота»
- 2018 — «Щоденник Анни Франк»
- 2021 — «Війна і мир» за романом Лева Толстого

## Визнання і нагороди

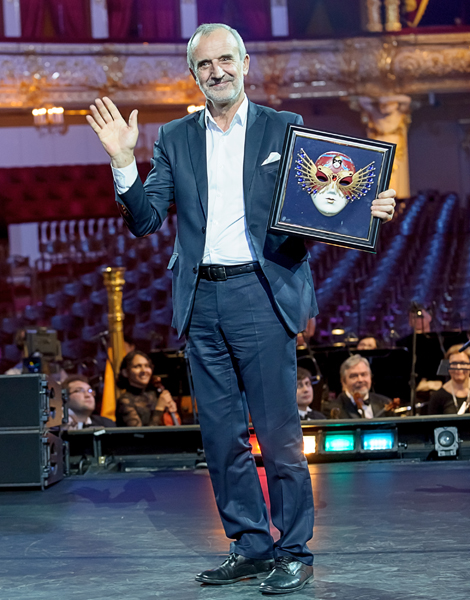
«Золота маска» (2014)

Державні нагороди
- 1994 — Національна премія Литви з культури та мистецтва
- 1998 — Командорський хрест ордена Великого князя Литовського Гедиміна
- 1999, 9 червня — Державна премія Росії у сфері просвітницької діяльності — за міжнародні різдвяні фестивалі мистецтв, програми «Весь світ — наш дім», «Театр „Глобус“ — дітям-сиротам»
- 2003, 12 лютого — Пам'ятний знак за особистий внесок у розвиток трансатлантичних відносин Литви та з нагоди запрошення Литовської Республіки до НАТО
- 2006 — Кавалерський хрест ордену «За заслуги перед Польщею»
- 2010, 15 жовтня — Орден Дружби (Російська Федерація) — за великий внесок у розвиток культурних зв'язків з Російською Федерацією, збереження та популяризацію російської мови та російської культури за кордоном
- 2012, 10 серпня — Подяка Президента Російської Федерації — за заслуги у розвитку театрального мистецтва та зміцненні російсько-литовського культурного співробітництва
- 2017, 25 травня — Орден Пошани (Росія) — за великий внесок у розвиток театрального мистецтва та багаторічну плідну діяльність
- 2021, 20 вересня — Почесна грамота Президента Російської Федерації — за великий внесок у розвиток вітчизняної культури та мистецтва, багаторічну плідну діяльність
- 2021, 17 грудня — Премія Уряду Російської Федерації за значний внесок у розвиток російської культури — за постановку вистави «Цар Едіп». (відкликана 16 травня 2022 року)
- 2022, 21 лютого — Орден «За досягнення у культурі та мистецтві» (Росія) — великий внесок у розвиток вітчизняної культури та мистецтва, багаторічну плідну деятельность

Інші нагороди, премії, заохочення та громадське визнання
- 1999 — Премія Золота маска — спеціальний приз журі за виставу «Маскарад»
- 2000 — Премія Чайка — за виставу «Граємо… Шіллера!»
- 2010 — Лауреат Першої театральної премії «Кришталева Турандот» у номінації «Найкраща вистава» — за віставу «Дядя Ваня»
- 2010 — Міжнародна премія Станіславського
- 2011 — Премія «Живий театр»
- 2011 — Премія Золота маска — за найкращу виставу великої форми («Дядя Ваня»)
- 2012 — Лауреат Першої театральної премії «Кришталева Турандот» у номінації «Найкраща вистава» — за віставу «Пристань»
- 2012 — Міжнародна премія Станіславського
- 2013 — Лауреат Першої театральної премії «Кришталева Турандот» у номінації «Найкраща вистава» — за віставу «Євгеній Онєгін»